# Jutta Höhne
Judith Höhne –conocida como Jutta Höhne– (26 de marzo de 1951) es una deportista alemana que compitió para la RFA en esgrima, especialista en la modalidad de florete. Ganó una medalla de bronce en el Campeonato Mundial de Esgrima de 1979 en la prueba por equipos.

## Palmarés internacional
| Campeonato Mundial | Campeonato Mundial    | Campeonato Mundial | Campeonato Mundial  |
| Año                | Lugar                 | Medalla            | Prueba              |
| ------------------ | --------------------- | ------------------ | ------------------- |
| 1979               | Melbourne (Australia) | Medalla de bronce  | Florete por equipos |